# Раймунд VI (граф Тулузы)
Раймунд VI (VIII) (27 октября 1156 — 2 августа 1222), граф Мельгёя (Раймунд IV) в 1173—1190 годы; граф Тулузы, Сен-Жиля, герцог Нарбонны, маркиз Готии и Прованса в 1194—1222 годы; был одним из крупнейших феодалов Лангедока в Южной Франции и одним из главных действующих лиц эпопеи, связанной с Альбигойским крестовым походом, с которого начался закат самобытной культуры Лангедока.

## Биография

### Родители и первые браки
Раймунд VI был сыном Раймунда V, графа Тулузы, и Констанции Французской, дочери короля Франции Людовика VI. Он приходился правнуком Раймунду IV де Сен-Жилю, герою Первого крестового похода.
Женившись в 1172 году на Эрмессинде де Пеле, он получил в приданое графство Мельгёй, сюзереном которого был Святой престол; в 1211 году папа Иннокентий III отобрал этот феод.
После смерти Эрмессинды (1176) Раймунд VI в 1180 году женился на Беатрисе де Безье, дочери Раймунда I Транкавеля, виконта Безье.

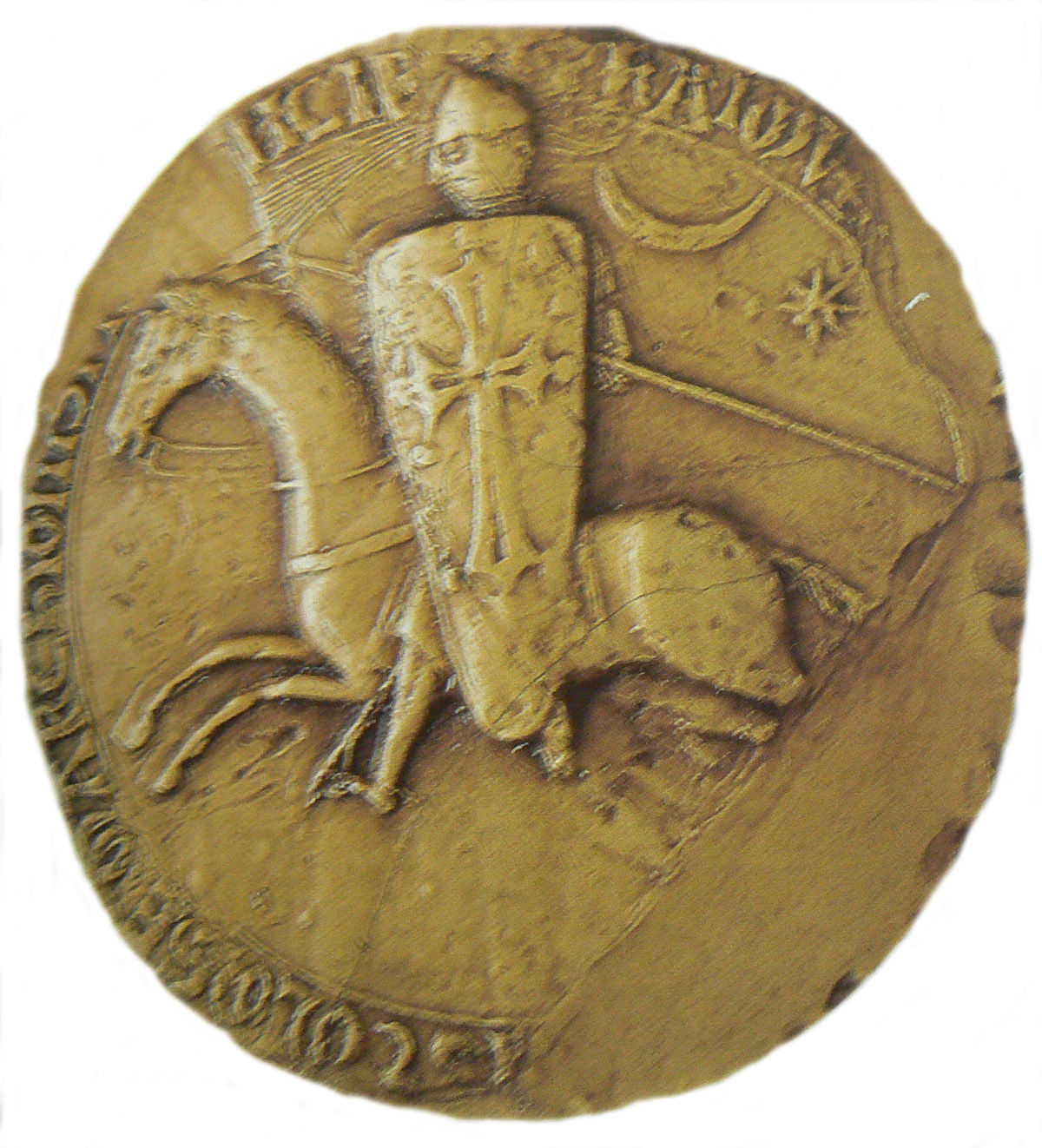
Конная печать Раймунда VI Тулузского

### Наследование титула
В 1194 году Раймунд V умер, и его сын унаследовал его владения и титулы. Его княжество было одним из самых обширных во Франции, включая в себе 50 городов; более ста феодальных владельцев были его вассалами.
Раймунд VI покровительствовал широко распространённой на его территориях вере альбигойцев, в понятии католицизма — ереси.

### Раймунд VI и английский королевский дом
Ричард Львиное Сердце, освободившись из плена и вступив в конфликт с королём Франции Филиппом II Августом, номинальным сеньором Раймунда, счёл нужным заключить союз с графом Тулузы, предложив ему в жёны свою сестру Иоанну Английскую, вдову короля Сицилии Вильгельма II, на которой Раймунд и женился в 1196 году. Но в союз с англичанами он так и не вступил — Филипп II удержал его, передав ему город Фижак.

### Вассалы Раймунда VI
В качестве графа Тулузского Раймунд был сюзереном графов Арманьяка, Комменжа, Фуа, а также виконтов Безье, Монпелье, Нима, Греза и Родез. В 1196 году он подвергся отлучению за преследование монахов аббатства Сен-Жиль, но в 1198 году интердикт был снят.
В 1199 году умерла Иоанна Английская, и в 1200 году Раймунд VI женился на «Кипрской девице», дочери Исаака Дуки Комнина.
Позднее был женат на Элеоноре Арагонской, дочери короля Арагона Альфонса II.

### Раймунд VI и Альбигойский крестовый поход
В правление Раймунда большинство населения в Лангедоке исповедовало религию катаров, называвшихся там альбигойцами. Местная знать и сам граф покровительствовали катарам.
Папа Александр III прислал своих легатов — цистерцианских монахов Гюи и Ренье, поручив им обращать альбигойцев. Особенно рьяным противником катаров был Иннокентий III, ставший папой в 1198 году.
Как и его предшественники, Раймунд VI конфликтовал с Сен-Жильским аббатством (Сен-Жиль — родина Раймунда IV) из-за городских доходов и их распределения.
В 1207 году папский легат Пьер де Кастельно потребовал от Раймунда VI, чтобы тот вернул отнятое церковное имущество. Граф отказался и был отлучён от церкви; тогда один из его рыцарей пронзил Кастельно кинжалом (15 января 1208). Папа отлучил графа от церкви, освободил его подданных от присяги и наложил интердикт на его владения.
Обратившись за помощью к французскому королю Филиппу, папа объявил, что всякий, кто пойдет войной на Раймунда VI, получит отпущение грехов. Война вошла в историю как Альбигойский крестовый поход.

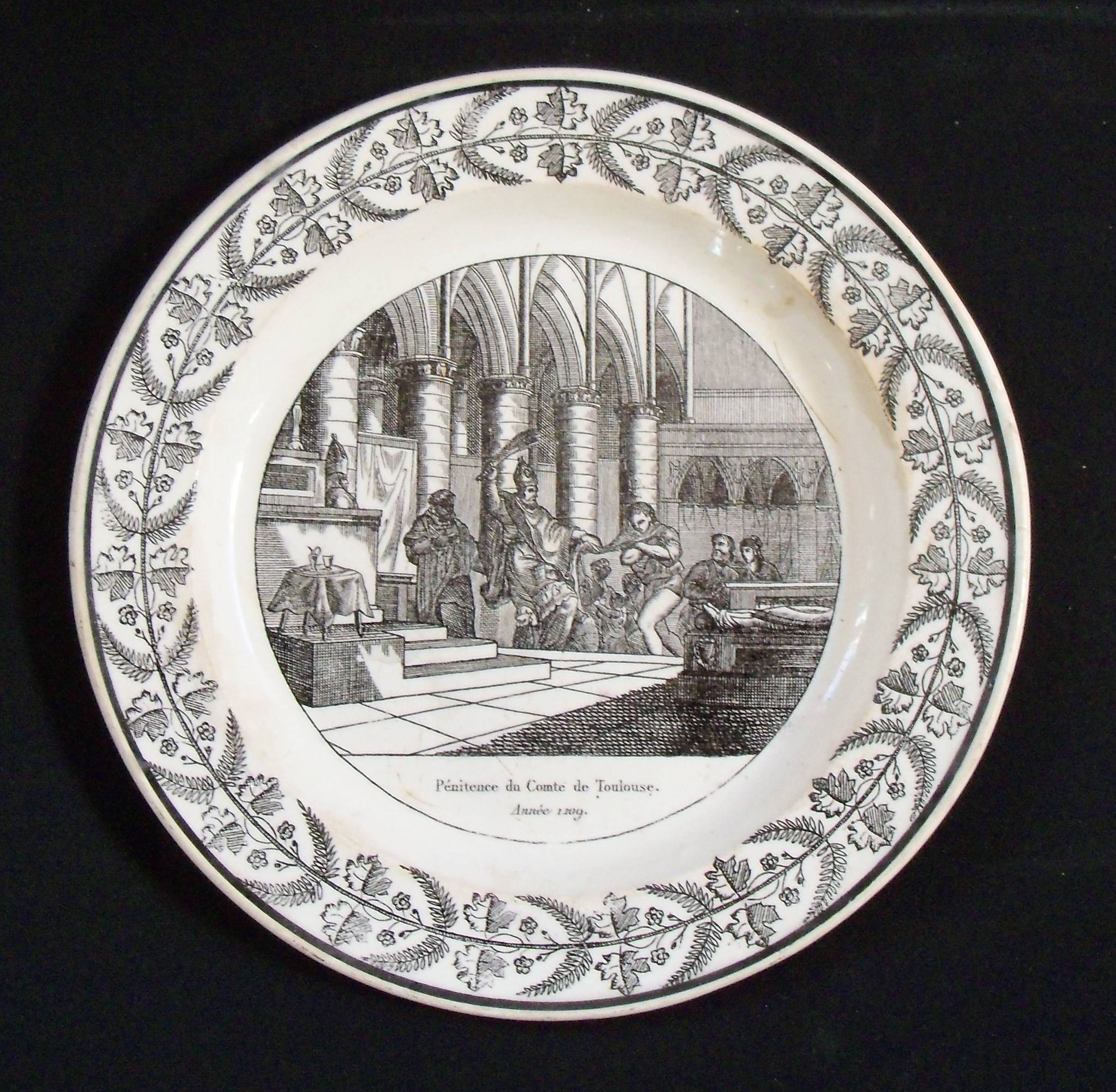
Тарелка, иллюстрирующая покаяние Раймунда VI в 1209 году

Раймунд VI, не решившись поднять оружие в защиту катарской церкви и не до конца уверенный в своих вассалах, сопротивления не оказал. В июне 1209 года он согласился пройти в Сен-Жиле унизительную церемонию публичного покаяния. В присутствии множества людей, 20 архиепископов и епископов Раймунд VI как кающийся подвергся бичеванию и обещал пойти на еретиков войной (18 июня 1209). Он обещал передать папе семь замков и выполнить все его требования.
Крестоносцы под предводительством Симона Монфора двинулись на юг через Монпелье к Безье, богатому городу, которым владел графский вассал Раймунд Рожер, не выказавший покорности. Поначалу Раймунд VI даже лично пошёл с крестоносцами, но после варварской резни в Каркассоне ушёл со своими воинами в Тулузу. Вскоре вошёл в конфликт с папскими легатами Арнольдом Амальриком и Милоном из-за их слишком жестоких, на его взгляд, требований к Тулузе. Филипп II отказал ему в помощи, а папский легат поставил ему такие тяжёлые условия (1211), что граф взялся за оружие и опять был отлучен от церкви.
Начался новый крестовый поход. К Раймунду VI присоединились многие графы и рыцари. Взяв и разграбив Лавор (фр. Siège de Lavaur (1211)), крестоносцы подступили к Тулузе (июнь 1211), но потерпели неудачу: граф возглавил оборону Тулузы и смог выдержать первую осаду.
Не достигнув примирения с папой, Раймунд VI обратился за помощью к брату жены, арагонскому королю Педро II; тот выступил c войском, пришёл к Тулузе и взял город под своё покровительство, но был убит 12 сентября 1213 в битве при Мюре, где войско Раймунда VI потерпело поражение (13 сент. 1213). Крестоносцы пошли к Тулузе, грабили и резали; всё графство покорилось Симону Монфору.
В декабре 1214 года был созван собор в Монпелье; он объявил Раймунда VI лишённым всех владений и отдал их главе крестоносцев Симону Монфору. Граф с сыном уехал в Англию, ко двору Иоанна Безземельного, и оттуда напрасно просил защиты у Филиппа II.
В 1215 году Раймунд VI вместе с сыном был в Риме, но Латеранский собор подтвердил прежнее решение, оставив только маркизат Прованс его сыну, будущему Раймунду VII. Тогда Раймунд с сыном возобновили войну против Симона Монфора. В 1216 году Лангедок восстал против северных захватчиков. Раймунд VI с сыном высадились в Марселе, где их приняли с почестями, после чего младший Раймунд взял Бокер (фр. Siège de Beaucaire; осада длилась с 3 июня по 24 авг. 1216), а старший отправился за помощью в Арагон. К Раймунду присоединились войска из Испании, с которыми Раймунд VI вступил в Тулузу. Его с восторгом встретили жители, и Раймунд VI возвратил свои владения, но отрёкся от власти в пользу сына (1217).
Оставаясь под отлучением, Раймунд VI жил в Тулузе вплоть до своей смерти, наступившей после недолгой болезни в 1222 году. Католическое духовенство запретило его хоронить.

## Браки и дети
Раймунд VI был многократно женат:
- 1-я жена — с 12 сентября 1172 года — Эрмессинда де Пеле, графиня де Мельгёй (умерла в 1176 году)
- 2-я жена — с 1180 года (развод в 1193 году) — Беатриса де Безье, дочь Раймунда I Транкавеля, виконта Безье.
  - Дочь Констанция (1180—1260); 1-й муж: с 1195 года Санчо VII, король Наварры; 2-й муж: Пьер V де Бермон, сеньор Андюза[5]
- Согласно Europäische Stammtafeln, до бракосочетания с Иоанной Английской Раймунд был женат на Бургони де Лузиньян (1180—1210), старшей дочери короля Кипра Амори де Лузиньяна и его первой жены Эшивы д’Ибелин, но авторы, вероятно, спутали её с «Кипрской девицей» — его женой после Иоанны Английской. Историк Вильгельм Тирский утверждает, что Бургонь де Лузиньян была замужем единственным браком за Готье де Монбельяром (ум. 1212), регентом Кипра в 1205—1210 гг. К тому же следов её пребывания на континенте историками не обнаружено. Причиной вкравшейся ошибки мог стать запутанный порядок браков графа Раймунда в хронике «Альбигойская история» (Historia Albigensis, 1218) монаха Пьера де Ву-де-Карнэ.[6].
- 3-я жена — с октября 1196 года — Иоанна Английская, дочь короля Англии Генриха II Плантагенета, вдова короля Сицилии Вильгельма II (умерла в 1199 году). Дети:
  - Раймунд VII (1197—1249), граф Тулузы;
  - Жанна Тулузская (1198—1255);
  - мертворождённый Ричард (4 сент. 1199)
- 4-я жена — с 1200 года (развод в 1202/1203 году) — Беатриса «Кипрская девица» (фр. La Damsel de Chypre) (1177—после 1204), дочь Исаака Дуки Комнина, императора Кипра. После пленения отца в 1191 году была отдана Ричардом Львиным Сердцем на воспитание сестре Иоанне. Вместе с ней переехала в Тулузу и стала её преемницей, выйдя замуж за Раймунда VI. Будучи им прогнана, вышла замуж в 1203 году в Марселе за Тьерри Фландрского (ум. после 1207), незаконного сына Филиппа Эльзасского, графа Фландрии. Вместе с новым мужем пыталась безуспешно отвоевать Кипр.
- 5-я жена — с января 1204 года — Элеонора (Леонора) Арагонская, дочь Альфонса II, короля Арагона

Внебрачные дети:
- Бертран (1198—1249), первый виконт Брюникеля;
- Гильеметта, дама де Монлор и де Сен-Жори;
- Раймонда, монахиня в Леспинассе.